# Caupolicana vestita
Caupolicana vestita är en biart som först beskrevs av Smith 1879.  Caupolicana vestita ingår i släktet Caupolicana och familjen korttungebin. Inga underarter finns listade.